# Sakonnet River Bridge
Ne doit pas être confondu avec Sakonnet River rail bridge.
Le Sakonnet River Bridge est un pont en poutre-caisson situé dans l'état du Rhode Island aux États-Unis. Inauguré en 2012, il traverse la Sakonnet River, bras de mer qui sépare l'île Aquidneck à son extrémité Nord-Est du continent, et relie la ville de Portsmouth à celle de Tiverton.

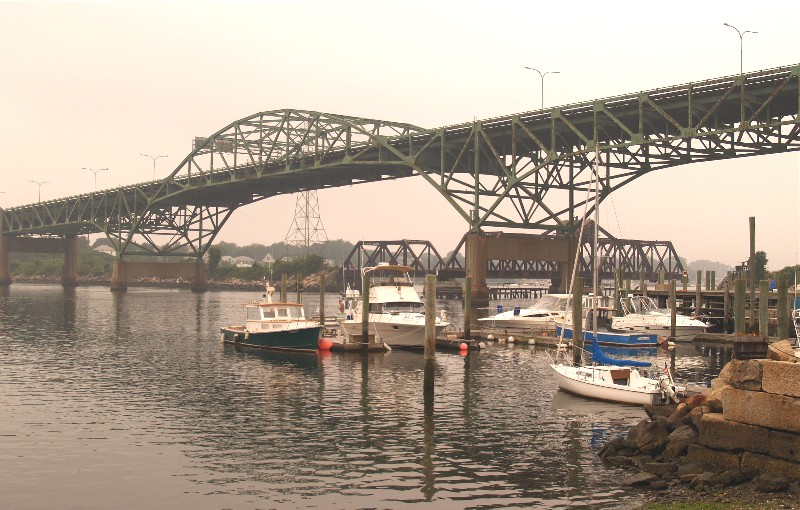
Le pont en treillis de Sakonnet River Bridge en 2005.

Il remplace un pont en treillis situé à proximité qui avait inauguré en 1956 avant d'être fermé à la circulation en 2012. Sa démolition doit intervenir en 2014. 